# Yr.no
yr.no er en norsk websted for vejrudsigter og anden meteorologisk information. Den drives som et samarbejde mellem Norsk rikskringkasting (NRK) og Meteorologisk institutt (norsk pendant til Danmarks Meteorologiske Institut).
På webstedet kan man finde automatisk genererede vejrvarsler (som grafer og kort) for 900.000 steder i Norge og 9 millioner steder i verden. For Norge kommer i tillæg bearbejdede tekstvarsler fra Meteorologisk institutt, radar- og satellitbilleder, klimatologiske data og en række specialvarsler. Derudover er der nyheder og populærvidenskabelige artikler relateret til vejr og klima. Vejrvarslerne er baseret på data fra Meteorologisk institutt og de internationale samarbejdspartnere til instituttet (ECMWF, EUMETSAT etc.). 
Meget af informationen på yr.no er tilgængelig i XML-format, sådan at dele af den (fx varsel for et enkelt sted) kan inkluderes på andre hjemmesider og nettjenester.
yr.no blev officielt åbnet 19. september 2007 efter at have været i åben beta-drift fra juni samme år. Hjemmesiden fik hurtigt stor popularitet, og i sommeren 2008 passerede den 1,3 millioner ugentlige brugere og i sommeren 2009 2,4 millioner brugere. Sommeren 2010 blev 3 millioner ugentlige brugere passeret, desuden, på de travleste dage passeredes 1 million brugere. I 2012 nåede siden 4 millioner ugentlige besøgende. Eftersom yr.no teknisk hører under NRKs hjemmesider, har den store besøgsmængde bidraget til at gøre nrk.no til et af Norges 2–5 mest besøgte websteder.
Samtidig med lanceringen af yr.no indførte Meteorologisk institutt en ny prispolitik, som indebærer at det meste af instituttets grundlagsdata er gratis. 
Hjemmesiden fik allerede i 2007 Rosing-prisen i to kategorier, for bedste netsted og bedste sprog. I 2012 modtog hjemmesiden mærket for godt design og var finalist til innovations-prisen for universel udformning.
yr.no var tidligere netadressen til trawlerrederiet Ytre Rolløya AS.
På norsk bruges ordet "yr" om nedbør med meget små vanddråber el. snefnug. Man siger f.eks. at nedbøren gik fra regn til yr.